# Valentí Massana
Valentín Massana (Viladecans, Barcelona; 5 de julio de 1970) es un atleta español especializado en la marcha atlética. Con una altura de 1,65 m y 51 kg de peso consiguió ser uno de los mejores marchadores que han surgido en España.
En la actualidad (2014) forma parte del comité técnico de la Federación Catalana de Atletismo como coordinador del sector de marcha atlética. También entrena a varios marchadores de categorías cadete y juvenil.

## Resultados internacionales destacados
| Año  | Competición                 | Lugar                   | Resultado | Distancia |
| ---- | --------------------------- | ----------------------- | --------- | --------- |
| 1988 | Campeonato del Mundo Júnior | Sudbury, Canadá         | 2n        | 10000 m   |
| 1990 | Campeonato de Europa        | Split, Yugoslavia       | 4º        | 20 km     |
| 1991 | Campeonato del Mundo Indoor | Sevilla, España         | 5º        | 5000 m    |
| 1991 | Campeonato del Mundo        | Tokio, Japón            | 5º        | 20 km     |
| 1991 | Copa del Mundo              | San José, California    | 10º       | 20 km     |
| 1993 | Campeonato del Mundo        | Stuttgart, Alemania     | 1º        | 20 km     |
| 1993 | Copa del Mundo              | Monterrey, México       | 2º        | 20 km     |
| 1994 | Campeonato de Europa        | Helsinki, Finlandia     | 3º        | 20 km     |
| 1995 | Campeonato del Mundo        | Gotemburgo, Suecia      | 2º        | 20 km     |
| 1996 | Juegos Olímpicos            | Atlanta, Estados Unidos | 3º        | 50 km     |
| 1998 | Campeonato de Europa        | Budapest, Hungría       | 9º        | 20 km     |
| 1999 | Campeonato del Mundo        | Sevilla, España         | 4º        | 50 km     |
| 1999 | Copa del Mundo              | Mézidon-Canon, Francia  | 8º        | 50 km     |
| 2000 | Juegos Olímpicos            | Sídney, Australia       | 4º        | 50 km     |
| 2001 | Campeonato del Mundo        | Edmonton, Canadá        | 6º        | 50 km     |

## Mejores Marcas
- 10 km marcha en pista: 39´31"08 en el año 1997.[12]
- 10 km marcha en ruta: 39´27" en el año 1992.[12]
- 20 km marcha ruta: 1h19´25" en el año 1992.[12]
- 50 km marcha ruta: 3h38´43" en el año 1994, Orense.[12]